# Mental Core
Mental Core -  інформаційно-освітній проєкт Української асоціації лікарів-психологів, організований за підтримки медико-психологічного факультету Національного медичного університету імені О.О.Богомольця.

## Історія проєкту
Проєкт бере свій початок в 2012 році, коли президія Української асоціації лікарів-психологів вирішила розпочати проєкт з популяризації медико-психологічних знань та поглиблення практичних навичок у майбутніх фахівців та домовилася з  медико-психологічним факультетом Національного медичного університету імені О.О.Богомольця про проведення Психологічного клубу "Зустріч"  [Архівовано 13 жовтня 2016 у Wayback Machine.]
В 2013 році відбувся ребрендинг і проєкт отримав нову, сучасну назву "Mental core" [Архівовано 13 жовтня 2016 у Wayback Machine.]

## Завдання проєкту
Основними завданнями проєкту стали :
- об’єднання професійної спільноти медичних психологів;
- розвиток професійних традицій медичної психології;
- поглиблення професійної ідентичності медичних психологів;
- формування соціально-психологічного контексту діяльності медичного психолога;
- формування професійних властивостей особистості фахівця.

## Структура проєкту
В 2015 році "Mental Core" розширився і став інформаційно-освітнім проєктом, який включив в себе наступні напрямки:
- Mental Club - Психологічний клуб в якому всі бажаючі можуть обговорити найрізноманітнішу тематику з медичної психології та психотерапії;
- Mental Core: Workshop - майстер-класи від практикуючих фахівців;
- Mental Core: Public - останні новини медичної психології, психотерапії, психіатрії та інших нейронаук .

## Заходи проєкту
У вересні 2016 року Українська асоціація лікарів-психологів за підтримки Ради молодих вчених при МОЗ України взяла участь у Наукових пікніках у м. Києві, представивши експозицію "Mental Core", під час якої відвідувачі мали змогу ознайомитись із цікавими фактами про медичну психологію, психологію дітей, підлітків, кохання тощо, прочитати про найчастіші питання до медичного психолога і відповіді на них, пройти експрес-діагностику на тривожність та наявність депресії  [Архівовано 11 вересня 2018 у Wayback Machine.]. 
16-17 вересня 2017  відбувся навчальний проєкт для психологів-початківців та всіх бажаючих BrainStream: КРОК до Психотерапії. Під час заходу учасники мали змогу ознайомитись з найвідомішими напрямками психотерапії, отримуючи цінну інформацію від провідних їх представників. Даний захід є першим в новому навчальному проєкті BrainStream, призначеному для початківців в галузі психологічного консультування та психотерапії.
З початку жовтня 2017 Українська асоціація лікарів-психологів та команда платформи Mental Core провели низку просвітницьких та психедукативних заходів в рамках Дитячого фестивалю «Сузір’я талантів в «Україні».